# Memorial Mario Cecchi Gori
Il Memorial Mario Cecchi Gori è stato un torneo calcistico amichevole disputatosi dal 1994 al 2000.

## Storia e formula
Giocato con sede fissa allo stadio Artemio Franchi di Firenze, il trofeo venne ideato da Vittorio Cecchi Gori in memoria del padre Mario, presidente dell'Associazione Calcio Fiorentina dal 1990 al 1993, anno della sua scomparsa. La formula del memorial prevedeva un torneo triangolare estivo, con la presenza fissa della squadra viola assieme ad altre due compagini italiane o internazionali. Sono state giocate sette edizioni del memorial. Dopo quella del 2000, la manifestazione non ha avuto seguito.
Le squadre giocavano tre partite di 45 minuti; in caso di parità, si battevano i tiri di rigore.

## Albo d'oro
| Anno | Vincitore  | Secondo posto   | Terzo posto |
| ---- | ---------- | --------------- | ----------- |
| 1994 | Parma      | Torino          | Fiorentina  |
| 1995 | Fiorentina | Vicenza         | Barcellona  |
| 1996 | Benfica    | Fiorentina      | Arsenal     |
| 1997 | Fiorentina | Lazio           | Sãocarlense |
| 1998 | Monaco     | Fiorentina      | Lazio       |
| 1999 | Torino     | Fiorentina      | Roma        |
| 2000 | Fiorentina | Athletic Bilbao | Lazio       |

## Le sette edizioni
26 agosto 1994
Parma-Torino 1-0 (9' Brolin)
Fiorentina-Torino 0-0, 4-5 (dtr)
Fiorentina-Parma 0-1 (38' Asprilla)
1. Parma 6
2. Torino 2
3. Fiorentina 1
19 agosto 1995
Vicenza-Barcellona 1-2 (34' Rossi; 33' 47' Kodro)
Fiorentina-Vicenza 0-1 (9' Otero)
Fiorentina-Barcellona 2-0 (10' Amoroso, 39' M.Orlando)
1. Fiorentina 3
2. Vicenza 3
3. Barcellona 3
7 agosto 1996
Fiorentina-Benfica 1-1 (42' Oliveira; 35' Joao Pinto), 8-9 (dtr)
Benfica-Arsenal 3-1 (16' Panduru, 36' Donizete, 39' Hassan; 33' Hartson)
Fiorentina-Arsenal 2-0 (18' Oliveira, 27' Batistuta)
1. Benfica 5
2. Fiorentina 4
3. Arsenal 0
5 agosto 1997
Fiorentina-Sãocarlense 1-0 (5' Oliveira)
Lazio-Sãocarlense 2-0 (28' Boksic, 41' Signori)
Fiorentina-Lazio 1-1 (28' Flachi; 27' Negro), 4-3 (dtr)
1. Fiorentina 5
2. Lazio 4
3. Sãocarlense 0
3 settembre 1998
Lazio-Monaco 1-2 (4' Ianuzzi; 22' Berthe, 32' Dacosta)
Fiorentina-Lazio 2-0 (14' 20' Batistuta)
Fiorentina-Monaco 0-1 (39' Trezeguet)
1. Monaco 6
2. Fiorentina 3
3. Lazio 0
18 agosto 1999
Fiorentina-Roma 0-0, 6-5 (dtr)
Torino-Roma 1-0 (34' Ferrante)
Torino-Fiorentina 1-0 (30' Artistico)
1. Torino 6
2. Fiorentina 2
3. Roma 1
26 agosto 2000
Fiorentina-Athletic Bilbao 2-0 (4' 39' Leandro)
Athletic Bilbao-Lazio 1-0 (15' Urzaiz)
Fiorentina-Lazio 0-0
1. Fiorentina 4
2. Athletic Bilbao 3
3. Lazio 1

## Vittorie per squadra
- 3  Fiorentina (1995, 1997, 2000)
- 1  Parma (1994)
- 1  Benfica (1996)
- 1  Monaco (1998)
- 1  Torino (1999)

## Classifica marcatori
Dall'edizione 1994, vengono inseriti i giocatori che hanno messo a segno almeno due reti in una o più edizioni.
- 3 Oliveira (Fiorentina): 3 reti
- 3 Batistuta (Fiorentina): 3 reti
- 2 Kodro (Barcellona): 2 reti
- 2 Leandro (Fiorentina): 2 reti